# System of a Down (álbum)
System of a Down es el álbum debut de la banda estadounidense System of a Down, publicado el 30 de junio de 1998 por American Recordings y Columbia Records. El álbum consiguió un disco de oro por la RIAA (Recording Industry Association of America) en el año 2000. Contiene los sencillos «Sugar» y «Spiders». Finalizó el año 1998 en el puesto 124 de la lista de Billboard.

## Portada

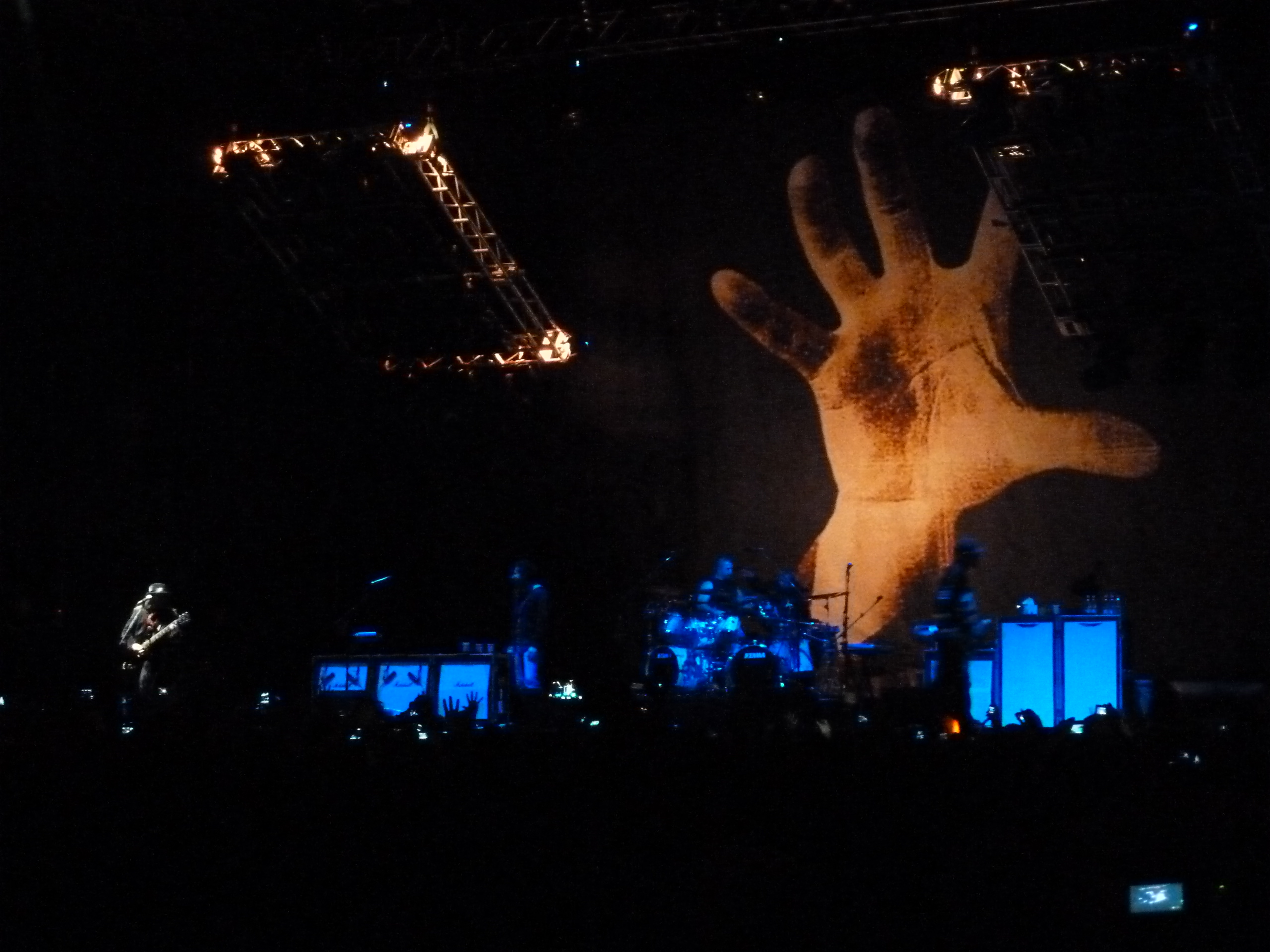
System of a Down en un concierto en Chile en 2011, en donde se aprecia la portada del álbum.

La portada del álbum pertenece a un póster diseñado durante la Segunda Guerra Mundial por el artista John Heartfield para el Partido Comunista de Alemania, del que era coetáneo y con el que coincidía en su oposición al Tercer Reich. El texto que aparece en el póster original es el siguiente: «¡Cinco dedos tiene una mano! ¡Con estos cinco atrapa al enemigo!». Este eslogan inspiró parte del texto contenido en la cubierta trasera del álbum de System of a Down: «La mano tiene cinco dedos, capaces y poderosos, con la habilidad tanto de destruir como de crear». Después aparece escrito en negrita: «Abrid vuestros ojos, abrid vuestras bocas, cerrad vuestras manos y formad un puño» (frase utilizada posteriormente por Serj Tankian en la canción «Uneducated Democracy»).

## Recepción
Q magazine (10/1,p. 152). 4 estrellas de 5. "Este sigue siendo un excelente punto de partida para esta curiosa y subestimada banda".

## Lista de canciones
| N.º | Título        | Letras            | Música                      | Duración |  |
| 1.  | «Suite-Pee»   | Tankian           | Malakian                    | 2:32     |  |
| 2.  | «Know»        | Tankian           | Odadjian, Malakian, Tankian | 2:56     |  |
| 3.  | «Sugar»       | Tankian           | Odadjian, Malakian, Tankian | 2:34     |  |
| 4.  | «Suggestions» | Tankian           | Malakian                    | 2:44     |  |
| 5.  | «Spiders»     | Tankian           | Malakian                    | 3:35     |  |
| 6.  | «DDevil»      | Tankian           | Odadjian, Malakian          | 1:44     |  |
| 7.  | «Soil»        | Tankian           | Malakian                    | 3:25     |  |
| 8.  | «War?»        | Tankian           | Malakian                    | 2:40     |  |
| 9.  | «Mind»        | Tankian           | Odadjian, Malakian, Tankian | 6:18     |  |
| 10. | «Peephole»    | Tankian           | Malakian                    | 4:04     |  |
| 11. | «CUBErt»      | Tankian, Malakian | Malakian                    | 1:49     |  |
| 12. | «Darts»       | Tankian           | Malakian                    | 2:42     |  |
| 13. | «P.L.U.C.K.»  | Tankian, Malakian | Malakian                    | 3:38     |  |

| Limited Edition bonus CD |                       |          |  |
| N.º                      | Título                | Duración |  |
| 1.                       | «Sugar» (En vivo)     | 2:27     |  |
| 2.                       | «War?» (En vivo)      | 2:48     |  |
| 3.                       | «Suite-Pee» (En vivo) | 2:58     |  |
| 4.                       | «Know» (En vivo)      | 3:03     |  |

## Créditos
- Serj Tankian - Voz, Teclado, Guitarra
- Daron Malakian - Guitarra, Coros
- Shavo Odadjian - Bajo eléctrico
- John Dolmayan - Batería, Percusión
- Andy Khachaturian - Batería, Percusión

## Rendimiento

### Álbum
| Año  | Conteo            | Posición |
| ---- | ----------------- | -------- |
| 1999 | The Billboard 200 | 124      |
| 1999 | Top Heatseekers   | 1        |

### Sencillos
| Año  | Sencillo  | Conteo                 | Posición |
| ---- | --------- | ---------------------- | -------- |
| 1999 | "Sugar"   | Mainstream Rock Tracks | 28       |
| 1999 | "Sugar"   | Modern Rock Tracks     | 31       |
| 2000 | "Spiders" | Mainstream Rock Tracks | 25       |
| 2000 | "Spiders" | Modern Rock Tracks     | 38       |
| 1999 | "War?"    | Mainstream Rock Tracks | 28       |
| 1999 | "War?"    | Modern Rock Tracks     | 31       |